# Мелеагр Македонський
Мелеагр Македонський (дав.-гр. Μελέαγρος, також Птолемей Мелеагр) — басилевс Македонії у 279 до н. е.

## Життєпис
У античних авторів походження Мелеагра описується по-різному — Порфирій у викладенні Євсевія Кесарійського називає його братом Птолемея Керавна і таким чином сином діадоха Птолемея Лагіда, а Діодор Сицилійський називає його братом Птолемея Лагіда. Дослідник Кріс Беннетт вважав свідчення Діодора помилковим, вказуючи на вік Мелеагра та зазначаючи, що з такою кревністю важко пояснити його залучення до македонських справ. На думку історика, Діодор просто помилився, назвавши брата Мелеагра сином, а не онуком Лага. Ім'я матері Мелеагра з джерел не відоме, але виходячи з того, що його доля була тісно пов'язана з долею Птолемея Керавна, припускається, що у них була спільна матір — Еврідіка Єгипетська. У шлюбі з Плолемеєм Лагідом Еврідіка народила ще одного сина Аргея та дочок Лісандру і Птолемаіду. Пізніше його батько одружився з Беренікою, яка народила ще одного сина (теж Птолемея) і двох дочок, Арсіною і Філотеру.
Після того як Птолемей Лагід обрав своїм наступником сина Береніки, то Птолемей Керавн разом з матір'ю покинув державу батька, скоріш за все, до них приєднався і Мелеагр. Родичі вирушили до двору діадоха Лісімаха, син якого Агафокл був одружений з сестрою Мелеагра — Лісандрою.
У 281 до н. е. його брат Птолемей Керавн став басилевсом Македонії, однак у 279 році до н. е. він загинув, відбиваючи вторгнення галатів. Наступним басилевсом обрали Мелеагра, але вже через два місяці македоняни його скинули, бо він виявився непридатним для влади, й обрали басилевсом Антипатра — небожа діадоха Касандра. Кріс Беннет датував правління Мелеагра січнем/лютим—березнем/квітнем 279 року до н. е.
Подальша доля Мелеагра невідома. Висловлювалося припущення, що про його смерть згадував давньогрецький історик Павсаній. Якийсь неназваний за ім'ям син Еврідіки поширював невдоволення серед жителів Кіпру, за що був страчений своїм зведеним братом Птолемеєм II Філадельфом. Кріс Беннетт вважав цю версію сумнівною, відносячи страту цього сина Еврідіки на 282/281 роки до н. е.

### Первинні джерела
- Діодор Сицилійський. Історична бібліотека.
- Павсаній. Опис Еллади.
- Євсевій Кесарійський. Хроніка.

### Дослідження
- Chris Bennett. Meleager :  [англ.]. — The Egyptian Royal Genealogy Project[en]. — Tyndale house, 2006.
- Günther Hölbl. A History of the Ptolemaic Empire :  [англ.]. — Psychology Press, 2001. — ISBN 9780415234894.
- Hans Volkmann: Meleagros 2. In: Der Kleine Pauly (KlP). Band 3, Stuttgart 1969, Sp. 1170.
- Selene Psoma. Agathokles son of Lysimachos in Thrace and Asia Minor: the Numismatic Evidence 2009